# 黄镜峰
黃鏡峰（1930年9月5日—2012年3月11日），中華民國政治人物，出生於台灣省臺東縣，曾任臺東縣縣長、臺中市代理市長、第二屆國民大會代表、台灣省政府委員兼任建設廳廳長等職。

## 生平
黃鏡峰原籍嘉義縣朴子市，年幼時隨父母遷居臺東縣，高中畢業於臺灣省立臺東中學。
曾任國民黨台東縣黨部委員，1968年至1976年間任台東縣第六、七屆縣長。1976年出任台灣省糧食局代理局長。1984年起任台灣省政府委員兼建設廳廳長。1989年兼任代理臺中市市長，同年出任国民党高雄市党部主任委员。1991年当选第二届国民大会代表。1993年任国民党中央秘书处主任，1995年任国军退除役官兵辅导委员会副主任委员。他还是国民党第十二届候补中央委员，第十一、十三、十四届中央委员，第十五届中央评议委员。
1998年起黄镜峰转任由退辅会持有52%股权的欣欣水泥董事长。2005年因脑溢血中风成为植物人后，欣欣水泥决定他以请病假方式继续出任董事长一职并继续领取17万元月薪，从而受到质疑。此后，欣欣水泥召开临时常务董事会解任其董事长职务。2012年3月11日逝世，享年81岁。其子黃健庭亦曾任臺東縣縣長。